# Districte de Sibsagar

Mapa. El districte és el número 22 però per error a la llegenda se li dona el nom de Tinsukia, que de fet és el 23

El districte de Sibsagar (o Sivsagar o Sivasagar) és una divisió administrativa de l'estat d'Assam amb capital a Sibsagar o Sivasagar. La superfície és de 2.668 km² i la població al cens de 2001 d'1.051.736 habitants.

## Administració
Està dividit en tres subdivisions (Charaideo, Titabar i Sivasagar), sis tehsils i 9 blocs (blocks) de desenvolupament rural. Té un total de 886 pobles. Els tehsils són:
- Mahmora
- Sivasagar
- Nazira
- Demow
- Amguri
- Sonari

Els blocs són:
- Amguri
- Demow
- Gaurisagar
- Lakwa
- Nazira
- Pachim Abhoypur
- Sapekhati
- Sivasagar
- Sonari

## Història
Al segle XI el poder dominant a la zona era el rei chutiya que governava sobre una tribu d'origen bodo que procedia suposadament del nord-est i havia enderrocat a una dinastia hindú que regnava a Sadiya. Al sud hi havia les tribus morans, i a l'oest el regne kachari (cachari) de Dimapur.
El 1228 els ahoms, una tribu procedent del regne de Pong, d'atribuït origen xan, va creuar les muntanyes Patkai i es va establir entre altres llocs al sud-est de Sibsagar; progressivament van consolidar el seu poder, van dominar als chutiyes i al final del segle XV eren la tribu dominant a tot l'alt Assam; va ser llavors el torn dels kacharis que també foren derrotats i a la meitat del segle XVI la capital ahom va passar a Gargaon, moderna Nazira a uns 15 km al sud-est de Sibsagar.
El 1662 Gargaon fou ocupada per Mir Jumla de Bengala però durant les pluges, mancats de provisions, els musulmans es van haver de retirar i al final del segle XVII els ahoms dominaven tota la vall del Brahmaputra més enllà de la ciutat de Goalpara. En aquest temps la capital fou traslladada a Rangpur, al costat de la moderna Sibsagar, que hauria estat fundada per Rudra Singh, el més gran dels rages ahoms, el 1699. En aquest temps la zona era prospera, el govern fort i la justicia s'administrava de manera eficient i no opressiva encara que quan una persona era condemnada a mort l'execució era salvatge i o hi havia pietat pels rebels i les seves famílies.
Buchanan-Hamilton, que va escriure el 1804, assenyalava que tres quarts de totes les terres de l'alt Asssam al sud del Brahmaputra estaven cultivades i el sistema de treball forçat que regia permetia al raja construir bones carreters, embarcadors, preses i altres obres necessàries. Però la població no simpatitzava amb aquesta forma de treball forçat el que debilitava el poder real dels rages. Rangpur va romandre la capital fins a la pujada al poder de Gaurinath Singh el 1780 que fou expulsat del seu palau per una revolta dels moamàries, una poderos secta religiosa, i es va establir a Jorhat i després a Gawhati. Llavors va seguir un període de guerres i misèria.
Els moamàries van assolar el país en el seu camí cap a Gawhati; després de la seva derrota a mans de tropes britàniques el 1793 el primer ministre ahom va devastar la regió al nord del riu Dikho; va esclatar la lluita entre pretendents al tron i al poder, i un d'aquestos va cridar als birmans que per dues vegades es van establir a la província, la primera vegada en suport del seu aliat, i la segona per quedar-s'hi. Finalment foren expulsats pels britànics durant la primera guerra anglo-birmana, el 1825, quan ja havien fet tota classe de barbaritats al país i n'havien delmat la població.
Llavors el territori fou incorporat al domini britànic però el 1833 l'alt Assam, incloent el territori de Sisagar, fou restaurat com a regne Ahom i posat sota autoritat del raja ahom Purandar Singh. Aquest no obstant va demostrar que era incapaç de governar eficaçment i el 1838 el regne fou annexionat. es va crear llavors el districte de Rangpur, que de fet després del 1842 i oficialment el 1880 va tenir capital a Sibsagar. El districte es va anomenar de Rangpur fins aquesta data.
Els natius es van empobrir per l'abolició dels oficis que fins llavors exercien i per l'alliberament dels esclaus i hi va haver un cert descontentament contra els britànics. El 1857 Mani Ram Datta, un ex alt càrrec del raja, en contacte amb el jove raja hereu Kandarpeswar Singh, que vivia a Jorhat, i altres desafectes, va conspirar contra el domini britànic però fou descobert i penjat i la rebel·lió avortada abans d'esclatar.
El 12 de juny de 1897 un gran terratrèmol va causar danys considerats relativament menors en comparació a altres llocs.
La superfície era de 12.940 km². La població del districte era:
- 1872: 317.799
- 1881: 392.545
- 1891: 480.659
- 1901: 597.969

Administrativament estava format per tres subdivisions:
- Sibsagar
- Jorhat
- Golaghat

Hi havia en total 2.109 pobles. De la població el 89% eren hindús, el 4% musulmans i el 7% animistes. El 59% parlava assamès, el 19% bengalí i el 6% hindi. La casta principal eren els ahoms, seguits de chutiyes, kalites, kewats, bramans i altres. Tribus eren els kochs, santals, bhuiyes, mundes, mikirs i miris. El 91% vivia de l'agricultura.
La subdivisió de Sibsagar tenia 3.010 km² i una població de 211.764 habitants el 1901. La ciutat principal era Sibsagar, capital del districte i de la subdivisió, amb 5.712 habitants, i hi havia 666 pobles, estant situada a la banda sud del Brahmaputra.
El 1911 la capital del districte es va traslladar a Jorhat. El 1983 Sibsagar i Jorhat van quedar separats i Sibsagar va recuperar la capitalitat del districte, mentre Jorhat esdevenia capital d'un districte amb el seu nom, que incloïa Golaghat (districte separat el 1987).

## Arqueologia
- Grans tancs d'aigua construïts pels rages ahoms al segle XVIII, els principals els de Sibsagar, Rudrasagar, Jaysagar i Gaurisagar. En la major part dels casos tenen temples a la rodalia.
- Ruïnes de l'antiga capital kachari, Dimapur, enterrada a la jungla.